# Bóng chuyền tại Đại hội Thể thao châu Á 2022 – Nam
Giải đấu Bóng chuyền Nam tại Đại hội Thể thao châu Á 2022 là giải đấu lần thứ 19 tại Đại hội thể thao châu Á, được tổ chức bởi Cơ quan Quản lý Bóng chuyền châu Á, Liên đoàn bóng chuyền châu Á, kết hợp với OCA. Được tổ chức tại Hàng Châu, Trung Quốc từ ngày 19 đến ngày 26 tháng 9 năm 2023.

## Danh sách tuyển thủ
| Afghanistan | Bahrain | Campuchia | Trung Quốc |
| --- | --- | --- | --- |
| - Mohammad Sabawoon Wardak - Abdul Mutalib Mohammadi - Mohammad Imran Niazai - Mohammad Shahid Badloon - Sabawoon Ghorzang - Besmaullah Sultani - Sayed Habib Yousufi - Abdul Malik Mamoozai - Ozair Mohammad Asefi - Gulam Rasool Haidari - Allah Nazar Karimy - Naser Kohistani | - Husain Ali Husain Abdulla Ehsan - Ali Habib Ebrahim Hasan Ebrahim - Husain Mahdi Yusuf Hasan Al-Jeshi - Ali Ebrahim Habib Yusuf Khamis - Naser Saleh Hasan Mansoor Anan - Mohamed Yaqoob Abdulla - Ayman Ahmed Ebrahim Ali Haroon - Abbas Abdulla Abbas Sultan - Abbas Mohamed Jaafar Al-Khabbaz - Ali Sayed Hashem - Mohamood Al-Afyah - Mohamed Jasim Abdulla Abdulla | - Khim Sovandara - Soeurn Heng - Mouen MengLaiy - Thy Menghuong - Kuon Mom - Phol Ratanak - Soun Channaro - Mourn Nimul - Born Narith - Pin Sarun - Din Siden - Voeurn Veasna                                                                   | - Wang Dongchen - Peng Shikun - Qu Zongshuai - Zhang Guanhua - Jiang Chuan - Zhang Jingyin - Wang Bin - Dai Qingyao - Wang Hebin - Yu Yuantai - Yu Yaochen - Li Yongzhen |
| Hồng Kông | Ấn Độ | Indonesia | Iran |
| - Wong Wing Chun - Yuen Sze Wai - Siu Cheong Hung - Kong Cheuk Hin - Poon Chi Leung - Tam Chun Ho Damian - Lam Sze Lok - Cheung Ngai Yiu - Chiu Curtis Yuheng - Leung Ho Yin - Wan Ka Nam - Ching Hon Lam                                                                         | - Guru Prasanth Subramanian Venkatasubburaman - Amit - Erin Varghese - Muthusamy Appavu - Shameemudheen Ammarambath - Vinit Kumar - Santhosh Sahaya Anthoni Raj - Rohit Kumar - Ashwal Rai - Manoj Lakshmipuram Manjunatha - Mohan Ukkrapandian - Hari Prasad Bevinnakuppe Suresha                                                                                        | - Fahri Septian Putratama - Amin Kurnia Sandi Akbar - Hernanda Zulfi - Farhan Halim - Dio Zulfikri - Agil Angga Anggara - Fahreza Rakha Abhinaya - Boy Arnez Arabi - Hendra Kurniawan - Muhammad Malizi - Jasen Natanael Kilanta - Doni Haryono | - Mahdi Jelveh Ghaziani - Saber Kazemi - Amin Esmaeilnezhad - Amirhossein Esfandiar - Javad Karimisouchelmaei - Meisam Salehi - Poriya Hossein Khanzadeh Firouzjah - Shahrooz Homayonfarmanesh - Mohammad Valizadeh - Mohammad Mousavi - Mohammad Reza Hazratpour - Mohammad Taher Vadi |
| Nhật Bản | Kazakhstan | Hàn Quốc | Kyrgyzstan |
| - Masahiro Yanagida - Hiroto Nishiyama - Kazuyuki Takahashi - Takahiro Namba - Akito Yamazaki - Akihiro Fukatsu - Keihan Takahashi - Kento Asano - Yudai Arai - Hirohito Kashimura - Kenta Takanashi                                                                              | - Yerikzhan Boken - Zhaxylyk Tleulin - Nodirkhan Kadirkhanov - Vladislav Kunchenko - Vitaliy Vorivodin - Mikhail Ustinov - Askar Serik - Nurlibek Nurmakhambetov - Ilya Tavolzhanskiy - Boris Kempa - Sergey Kuznetsov - Maxim Michshenko | - Han Sunsoo - Na Gyeongbok - Kim Minjae - Jeon Kwang-in - Kim Junwoo - Jeong Hanyong - Im Donghyeok - Kim Kyumin - Hwang Taek-eui - Park Kyeongmin - Heo Su-bong - Jung Ji-seok                                                                | - Kutmanbek Absatarov - Omurbek Zhunusov - Zhamalidin Musaev - Roman Shilov - Damir Gazinur Uulu - Medetbek Ergesh Uulu - Nurislam Medetbek Uulu - Nurmukhamme Toktoev - Baiastan Zhyrgalbek Uulu - Kanybek Uulu Onolbek - Zhantemir Zheenbek Uulu - Temir Musa Uulu                    |
| Mông Cổ | Nepal | Pakistan | Philippines |
| - Ankhbayar Bolor-Erdene - Davaajargal Altankhuyag - Amar Batmunkh - Khangal Tamiraa - Tur-Erdene Ariun - Nyamsukh Sukhee - Zolboo Otgonbayar - Tsend-Ayush Gantulga - Buyanjargal Zolboot - Choijilsuren Osor - Batsuuri Battur - Turmandakh Gankhuyag                           | - Samrat Bhandari - Safal Bishokarma - Dhiroj Basnet - Binod Bahadur Chand - Durga Bahadur Khadama - Manish Manandhar - Man Bahadur Shrestha - Hemant Bahadur Malla - BK Bishal Bahadur - Giri Lokendra Raj - Rabin Chand - Tek Raj Awasthi | - Muhammad Hamad - Murad Khan - Muhammad Kashif Naveed - Abdul Zaheer - Murad Jehan - Afaq Khan - Hamid Yazman - Musawer Khan - Nasir Ali - Usman Faryad Ali - Farooq Haider - Mubashar Raza                                                    | - Vincent Raphael Mangulabnan - Joshua Umandal - Bryan Bagunas - Marck Jesus Espejo - Rex Emmanuel Intal - Lloyd Josafat - Chumason Celestine Njigha - Vince Patrick Lorenzo - Ryan Andrew Ka - Kim Malabunga - Steven Charles Rotter - Adrian Villados                                 |
| Qatar | Thái Lan | Đài Bắc Trung Hoa | |
| - Youssef Oughlaf - Nikola Vasic - Mubarak Hamamd - Raimi Wadidie - Mohamed S Ibrahim - Mahmoud Naji - Pape Diagne - Renan Ribeiro - Borislav Geogrgiev - Belal Abunabot - Mohamed Widatalla - Milos Stevanovic                                                                   | - Boonyarid Wongtorn - Thanathat Thaweerat - Mawin Maneewong - Tanapat Charoensuk - Jakkrit Thanomnoi - Christopher Arli Upakam - Chayut Khongrueng - Anurak Phanram - Assanaphan Chantajorn - Kissada Nilsawai - Anut Promchan - Napadet Bhinijdee | - Wu Tsung-Hsuan - Chang Yu-Sheng - Chan Min-Han - Yen Chen-Fu - Lin Yi-Huei - Chen Chien-Chen - Tsai Pei-Chang - Li Chia-Hsuan - Tseng Hsiang-Ming - Lin Chien - Tai Ju-Chien - Lei No                                                         | |

## Kết quả
- Tất cả thời gian các trận đấu đều là giờ Việt Nam (UTC+07:00)

### Vòng sơ loại

#### Bảng A
|      |            | Điểm | Trận đấu | Trận đấu | Set | Set | Set   | Điểm | Điểm | Điểm  |
| Hạng | Đội        | Điểm | T        | B        | T   | B   | Tỷ lệ | T    | B    | Tỷ lệ |
| ---- | ---------- | ---- | -------- | -------- | --- | --- | ----- | ---- | ---- | ----- |
| 1    | Trung Quốc | 6'   | 2        | 0        | 6   | 0   | MAX   | 150  | 118  | 1.271 |
| 2    | Kazakhstan | 2'   | 1        | 1        | 3   | 5   | 0.600 | 164  | 174  | 0.943 |
| 3    | Kyrgyzstan | 1'   | 0        | 2        | 2   | 6   | 0.333 | 154  | 176  | 0.875 |

| Ngày       | Thời gian |            | Điểm |            | Set 1 | Set 2 | Set 3 | Set 4 | Set 5 | Tổng  | Nguồn |
| ---------- | --------- | ---------- | ---- | ---------- | ----- | ----- | ----- | ----- | ----- | ----- | ----- |
| 19 tháng 9 | 09:00     | Kyrgyzstan | 2–3  | Kazakhstan | 25–18 | 23–25 | 15–25 | 25-18 | 11-15 | 99–68 |       |
| 20 tháng 9 | 18:00     | Trung Quốc | 3–0  | Kyrgyzstan | 25–19 | 25–18 | 25–28 |       |       | 75–65 |       |
| 21 tháng 5 | 18:00     | Kazakhstan | 0–3  | Trung Quốc | 20–25 | 23–25 | 20–25 |       |       | 63–75 |       |

#### Bảng B
|      |         | Điểm | Trận đấu | Trận đấu | Set | Set | Set   | Điểm | Điểm | Điểm  |
| Hạng | Đội     | Điểm | T        | B        | T   | B   | Tỷ lệ | T    | B    | Tỷ lệ |
| ---- | ------- | ---- | -------- | -------- | --- | --- | ----- | ---- | ---- | ----- |
| 1    | Iran    | 6'   | 2        | 0        | 6   | 1   | 6.000 | 172  | 117  | 1.470 |
| 2    | Bahrain | 3'   | 1        | 1        | 4   | 4   | 1.000 | 175  | 175  | 1.000 |
| 3    | Nepal   | 0'   | 0        | 2        | 1   | 6   | 0.167 | 115  | 170  | 0.676 |

| Ngày       | Thời gian |         | Điểm |         | Set 1 | Set 2 | Set 3 | Set 4 | Set 5 | Tổng  | Nguồn |
| ---------- | --------- | ------- | ---- | ------- | ----- | ----- | ----- | ----- | ----- | ----- | ----- |
| 19 tháng 9 | 13:30     | Nepal   | 1–3  | Bahrain | 25–20 | 20–25 | 18–25 | 15-25 |       | 78–70 |       |
| 20 tháng 9 | 13:30     | Iran    | 3–0  | Nepal   | 25–9  | 25–15 | 25–13 |       |       | 75–37 |       |
| 21 tháng 5 | 13:30     | Bahrain | 1–3  | Iran    | 16–25 | 19–25 | 25–22 | 20–25 |       | 80–97 |       |

#### Bảng C
|      |           | Điểm | Trận đấu | Trận đấu | Set | Set | Set   | Điểm | Điểm | Điểm  |
| Hạng | Đội       | Điểm | T        | B        | T   | B   | Tỷ lệ | T    | B    | Tỷ lệ |
| ---- | --------- | ---- | -------- | -------- | --- | --- | ----- | ---- | ---- | ----- |
| 1    | Ấn Độ     | 5'   | 2        | 0        | 6   | 2   | 3.000 | 191  | 162  | 1.179 |
| 2    | Hàn Quốc  | 4'   | 1        | 1        | 5   | 3   | 1.667 | 191  | 167  | 1.144 |
| 3    | Campuchia | 0'   | 0        | 2        | 0   | 6   | 0.000 | 94   | 150  | 0.627 |

| Ngày       | Thời gian |           | Điểm |           | Set 1 | Set 2 | Set 3 | Set 4 | Set 5 | Tổng   | Nguồn |
| ---------- | --------- | --------- | ---- | --------- | ----- | ----- | ----- | ----- | ----- | ------ | ----- |
| 19 tháng 9 | 18:00     | Ấn Độ     | 3–0  | Campuchia | 25–14 | 25-13 | 25–19 |       |       | 75–33  |       |
| 20 tháng 9 | 18:00     | Hàn Quốc  | 2–3  | Ấn Độ     | 27–25 | 27–29 | 22–25 | 25-20 | 15-17 | 116–79 |       |
| 21 tháng 5 | 13:30     | Campuchia | 0–3  | Hàn Quốc  | 23–25 | 13–25 | 15–25 |       |       | 51–75  |       |

#### Bảng D
|      |                   | Điểm | Trận đấu | Trận đấu | Set | Set | Set   | Điểm | Điểm | Điểm  |
| Hạng | Đội               | Điểm | T        | B        | T   | B   | Tỷ lệ | T    | B    | Tỷ lệ |
| ---- | ----------------- | ---- | -------- | -------- | --- | --- | ----- | ---- | ---- | ----- |
| 1    | Pakistan          | 6'   | 2        | 0        | 6   | 0   | MAX   | 150  | 113  | 1.327 |
| 2    | Đài Bắc Trung Hoa | 3'   | 1        | 1        | 3   | 3   | 1.000 | 132  | 138  | 0.957 |
| 3    | Mông Cổ           | 0'   | 0        | 2        | 0   | 6   | 0.000 | 119  | 150  | 0.793 |

| Ngày       | Thời gian |                   | Điểm |                   | Set 1 | Set 2 | Set 3 | Set 4 | Set 5 | Tổng  | Nguồn |
| ---------- | --------- | ----------------- | ---- | ----------------- | ----- | ----- | ----- | ----- | ----- | ----- | ----- |
| 19 tháng 9 | 13:30     | Pakistan          | 3–0  | Mông Cổ           | 25–17 | 25–19 | 25–20 |       |       | 75–56 |       |
| 20 tháng 9 | 09:30     | Đài Bắc Trung Hoa | 0–3  | Pakistan          | 18–25 | 20–25 | 19–25 |       |       | 57–75 |       |
| 21 tháng 5 | 18:00     | Mông Cổ           | 0–3  | Đài Bắc Trung Hoa | 18–25 | 20–25 | 19–25 |       |       | 57–75 |       |

#### Bảng E
|      |           | Điểm | Trận đấu | Trận đấu | Set | Set | Set   | Điểm | Điểm | Điểm  |
| Hạng | Đội       | Điểm | T        | B        | T   | B   | Tỷ lệ | T    | B    | Tỷ lệ |
| ---- | --------- | ---- | -------- | -------- | --- | --- | ----- | ---- | ---- | ----- |
| 1    | Qatar     | 6'   | 2        | 0        | 6   | 2   | 3.000 | 194  | 159  | 1.220 |
| 2    | Thái Lan  | 3'   | 1        | 1        | 4   | 3   | 1.333 | 154  | 143  | 1.077 |
| 3    | Hồng Kông | 0'   | 0        | 2        | 1   | 6   | 0.167 | 126  | 172  | 0.733 |

| Ngày       | Thời gian |           | Điểm |           | Set 1 | Set 2 | Set 3 | Set 4 | Set 5 | Tổng  | Nguồn |
| ---------- | --------- | --------- | ---- | --------- | ----- | ----- | ----- | ----- | ----- | ----- | ----- |
| 19 tháng 9 | 18:00     | Thái Lan  | 3–0  | Hồng Kông | 25–17 | 25–16 | 25–13 |       |       | 75–46 |       |
| 20 tháng 9 | 13:30     | Qatar     | 3–1  | Thái Lan  | 25–16 | 22–25 | 25–19 | 25–19 |       | 97–79 |       |
| 21 tháng 5 | 09:30     | Hồng Kông | 1–3  | Qatar     | 21–25 | 13–25 | 25–22 | 21–25 |       | 80–97 |       |

#### Bảng F
|      |             | Điểm | Trận đấu | Trận đấu | Set | Set | Set   | Điểm | Điểm | Điểm  |
| Hạng | Đội         | Điểm | T        | B        | T   | B   | Tỷ lệ | T    | B    | Tỷ lệ |
| ---- | ----------- | ---- | -------- | -------- | --- | --- | ----- | ---- | ---- | ----- |
| 1    | Nhật Bản    | 9'   | 3        | 0        | 9   | 0   | MAX   | 266  | 166  | 1.602 |
| 2    | Philippines | 6'   | 2        | 1        | 6   | 3   | 2.000 | 206  | 196  | 1.051 |
| 3    | Indonesia   | 3'   | 1        | 2        | 3   | 6   | 0.500 | 196  | 201  | 0.975 |
| 4    | Afghanistan | 0'   | 0        | 3        | 0   | 9   | 0.000 | 161  | 226  | 0.712 |

| Ngày       | Thời gian |             | Điểm |             | Set 1 | Set 2 | Set 3 | Set 4 | Set 5 | Tổng  | Nguồn |
| ---------- | --------- | ----------- | ---- | ----------- | ----- | ----- | ----- | ----- | ----- | ----- | ----- |
| 19 tháng 9 | 13:30     | Nhật Bản    | 3–0  | Afghanistan | 26–24 | 25–22 | 25–8  |       |       | 76–54 |       |
| 19 tháng 9 | 18:00     | Indonesia   | 3–0  | Philippines | 25–22 | 25–23 | 25–20 |       |       | 75–65 |       |
| 20 tháng 9 | 13:30     | Afghanistan | 0–3  | Philippines | 23–25 | 16–25 | 12–25 |       |       | 51–75 |       |
| 20 tháng 9 | 18:00     | Nhật Bản    | 3–0  | Indonesia   | 25–18 | 25–20 | 25–20 |       |       | 75–58 |       |
| 21 tháng 9 | 13:30     | Indonesia   | 3–0  | Afghanistan | 25–18 | 25–21 | 25–17 |       |       | 75–56 |       |
| 21 tháng 9 | 18:00     | Philippines | 0–3  | Nhật Bản    | 19–25 | 14–25 | 23–25 |       |       | 56–75 |       |

### Vòng Chung kết
|  | Vòng 12 đội       | Vòng 12 đội |            |   | Tứ kết                | Tứ kết                |            |            | Bán kết | Bán kết |  |  | Chung kết | Chung kết |
|  |                   |             |            |   |                       |                       |            |            |         |         |  |  |           |           |
|  | 22 tháng 9        |             |            |   |                       |                       |            |            |         |         |  |  |           |           |
|  |                   |             |            |   |                       |                       |            |            |         |         |  |  |           |           |
|  | Trung Quốc        | 3           |            |   |                       |                       |            |            |         |         |  |  |           |           |
|  | Trung Quốc        | 3           |            |   |                       |                       |            |            |         |         |  |  |           |           |
|  | Indonesia         | 1           |            |   |                       |                       |            |            |         |         |  |  |           |           |
|  | Indonesia         | 1           |            |   |                       |                       |            |            |         |         |  |  |           |           |
|  |                   |             |            |   |                       |                       |            |            |         |         |  |  |           |           |
|  |                   |             |            |   |                       |                       |            |            |         |         |  |  |           |           |
|  |                   |             |            |   |                       |                       |            |            |         |         |  |  |           |           |
|  |                   |             | 25 tháng 9 |   |                       |                       |            |            |         |         |  |  |           |           |
|  |                   |             |            |   |                       |                       |            |            |         |         |  |  |           |           |
|  | Trung Quốc        | 3           |            |   |                       |                       |            |            |         |         |  |  |           |           |
|  | Trung Quốc        | 3           | 22 tháng 9 |   |                       |                       |            |            |         |         |  |  |           |           |
|  |                   | Nhật Bản    | 0          |   |                       |                       |            |            |         |         |  |  |           |           |
|  | Kazakhstan        | Nhật Bản    | 0          | 0 |                       |                       |            |            |         |         |  |  |           |           |
|  | Kazakhstan        | 24 tháng 9  |            | 0 |                       |                       |            |            |         |         |  |  |           |           |
|  | Nhật Bản          | 3           |            |   |                       |                       |            |            |         |         |  |  |           |           |
|  | Nhật Bản          | 3           | Nhật Bản   | 3 |                       |                       |            |            |         |         |  |  |           |           |
|  | 22 tháng 9        |             | Nhật Bản   | 3 |                       |                       |            |            |         |         |  |  |           |           |
|  |                   | Ấn Độ       | 0          |   |                       |                       |            |            |         |         |  |  |           |           |
|  | Ấn Độ             | Ấn Độ       | 0          | 3 |                       |                       |            |            |         |         |  |  |           |           |
|  | Ấn Độ             |             | 26 tháng 9 | 3 |                       |                       |            |            |         |         |  |  |           |           |
|  | Đài Bắc Trung Hoa | 0           |            |   |                       |                       |            |            |         |         |  |  |           |           |
|  | Đài Bắc Trung Hoa | 0           | Trung Quốc | 1 |                       |                       |            |            |         |         |  |  |           |           |
|  | 22 tháng 9        |             | Trung Quốc | 1 |                       |                       |            |            |         |         |  |  |           |           |
|  |                   | Iran        | 3          |   |                       |                       |            |            |         |         |  |  |           |           |
|  | Iran              | Iran        | 3          | 3 |                       |                       |            |            |         |         |  |  |           |           |
|  | Iran              |             |            | 3 |                       |                       |            |            |         |         |  |  |           |           |
|  | Thái Lan          | 0           |            |   |                       |                       |            |            |         |         |  |  |           |           |
|  | Thái Lan          | 0           |            |   |                       |                       |            |            |         |         |  |  |           |           |
|  |                   |             |            |   |                       |                       |            |            |         |         |  |  |           |           |
|  |                   |             |            |   |                       |                       |            |            |         |         |  |  |           |           |
|  |                   |             |            |   |                       |                       |            |            |         |         |  |  |           |           |
|  |                   |             | 25 tháng 9 |   |                       |                       |            |            |         |         |  |  |           |           |
|  |                   |             |            |   |                       |                       |            |            |         |         |  |  |           |           |
|  | Iran              | 3           |            |   |                       |                       |            |            |         |         |  |  |           |           |
|  | Iran              | 3           | 22 tháng 9 |   |                       |                       |            |            |         |         |  |  |           |           |
|  |                   | Qatar       | 0          |   | Tranh huy chương đồng | Tranh huy chương đồng |            |            |         |         |  |  |           |           |
|  | Hàn Quốc          | Qatar       | 0          | 0 | Tranh huy chương đồng | Tranh huy chương đồng |            |            |         |         |  |  |           |           |
|  | Hàn Quốc          | 24 tháng 9  | 24 tháng 9 | 0 |                       |                       | 26 tháng 9 | 26 tháng 9 |         |         |  |  |           |           |
|  | Pakistan          | 24 tháng 9  | 24 tháng 9 | 3 |                       |                       | 26 tháng 9 | 26 tháng 9 |         |         |  |  |           |           |
|  | Pakistan          | Pakistan    | 1          | 3 | Nhật Bản              | 3                     |            |            |         |         |  |  |           |           |
|  | 22 tháng 9        | Pakistan    | 1          |   | Nhật Bản              | 3                     |            |            |         |         |  |  |           |           |
|  |                   | Qatar       | 3          |   | Qatar                 | 1                     |            |            |         |         |  |  |           |           |
|  | Bahrain           | Qatar       | 3          | 1 | Qatar                 | 1                     |            |            |         |         |  |  |           |           |
|  | Bahrain           |             |            | 1 |                       |                       |            |            |         |         |  |  |           |           |
|  | Qatar             | 3           |            |   |                       |                       |            |            |         |         |  |  |           |           |
|  | Qatar             | 3           |            |   |                       |                       |            |            |         |         |  |  |           |           |

|  | Tranh hạng 5 |   |
|  |              |   |
|  | 26 tháng 9   |   |
|  |              |   |
|  | Ấn Độ        | 0 |
|  | Ấn Độ        | 0 |
|  | Pakistan     | 3 |
|  | Pakistan     | 3 |

|  | Vòng tranh hạng 7-12 | Vòng tranh hạng 7-12 |            |   | Vòng tranh hạng 7-10 | Vòng tranh hạng 7-10 |              |  | Tranh hạng 7 | Tranh hạng 7 |
|  |                      |                      |            |   |                      |                      |              |  |              |              |
|  |                      |                      |            |   |                      |                      |              |  |              |              |
|  |                      |                      |            |   |                      |                      |              |  |              |              |
|  |                      |                      |            |   |                      |                      |              |  |              |              |
|  | 25 tháng 9           |                      |            |   |                      |                      |              |  |              |              |
|  |                      |                      |            |   |                      |                      |              |  |              |              |
|  | Indonesia            | 3                    |            |   |                      |                      |              |  |              |              |
|  | Indonesia            | 3                    | 24 tháng 9 |   |                      |                      |              |  |              |              |
|  |                      |                      | Kazakhstan | 2 |                      |                      |              |  |              |              |
|  | Đài Bắc Trung Hoa    | 2                    | Kazakhstan | 2 |                      |                      |              |  |              |              |
|  | Đài Bắc Trung Hoa    | 2                    | 26 tháng 9 |   |                      |                      |              |  |              |              |
|  | Kazakhstan           | 3                    |            |   |                      |                      |              |  |              |              |
|  | Kazakhstan           | 3                    | Indonesia  | 2 |                      |                      |              |  |              |              |
|  |                      |                      | Indonesia  | 2 |                      |                      |              |  |              |              |
|  |                      | Hàn Quốc             | 3          |   |                      |                      |              |  |              |              |
|  |                      | Hàn Quốc             | 3          |   |                      |                      |              |  |              |              |
|  | 25 tháng 9           |                      |            |   |                      |                      |              |  |              |              |
|  |                      |                      |            |   |                      |                      |              |  |              |              |
|  | Thái Lan             | 1                    |            |   |                      |                      |              |  |              |              |
|  | Thái Lan             | 1                    | 24 tháng 9 |   |                      |                      |              |  |              |              |
|  |                      |                      | Hàn Quốc   | 3 |                      | Tranh hạng 9         | Tranh hạng 9 |  |              |              |
|  | Bahrain              | 1                    | Hàn Quốc   | 3 |                      | Tranh hạng 9         | Tranh hạng 9 |  |              |              |
|  | Bahrain              | 1                    | 26 tháng 9 |   |                      |                      |              |  |              |              |
|  | Hàn Quốc             | 3                    |            |   |                      |                      |              |  |              |              |
|  | Hàn Quốc             | 3                    | Kazakhstan | 3 |                      |                      |              |  |              |              |
|  |                      |                      |            |   |                      |                      |              |  |              |              |
|  | Thái Lan             | 0                    |            |   |                      |                      |              |  |              |              |
|  | Thái Lan             | 0                    |            |   |                      |                      |              |  |              |              |

|  | Tranh hạng 11     |   |
|  |                   |   |
|  | 25 tháng 9        |   |
|  |                   |   |
|  | Đài Bắc Trung Hoa | 3 |
|  | Đài Bắc Trung Hoa | 3 |
|  | Bahrain           | 1 |
|  | Bahrain           | 1 |

#### Vòng 12 đội
| 22 tháng 9 năm 2023 09:30 | Iran                            | 3–0 | Thái Lan | Nhà thi đấu Trung tâm Thể thao Lâm Bình, Hàng Châu Khán giả: 800 Trọng tài: Aidos Akhmetov (KAZ), Wang Chi-jui (TPE) |
| 22 tháng 9 năm 2023 09:30 | (25–21, 25–18, 25–16) P2 Report |     |          | Nhà thi đấu Trung tâm Thể thao Lâm Bình, Hàng Châu Khán giả: 800 Trọng tài: Aidos Akhmetov (KAZ), Wang Chi-jui (TPE) |

| 22 tháng 9 năm 2023 09:30 | Bahrain                                | 1–3 | Qatar | Sân vận động Trung tâm Thể thao Thành phố Dệt may Trung Quốc, Hàng Châu Khán giả: 680 Trọng tài: Fan Gao-xiang (CHN), Zolbayar Ganbaatar (MGL) |
| 22 tháng 9 năm 2023 09:30 | (23–25, 25–18, 19–25, 17–25) P2 Report |     |       | Sân vận động Trung tâm Thể thao Thành phố Dệt may Trung Quốc, Hàng Châu Khán giả: 680 Trọng tài: Fan Gao-xiang (CHN), Zolbayar Ganbaatar (MGL) |

| 22 tháng 9 năm 2023 13:30 | Kazakhstan                      | 0–3 | Nhật Bản | Nhà thi đấu Trung tâm Thể thao Lâm Bình, Hàng Châu Khán giả: 1,163 Trọng tài: Jaafar Abdulla Al-Moalem (BHR), Alireza Gharib (IRI) |
| 22 tháng 9 năm 2023 13:30 | (22–25, 21–25, 15–25) P2 Report |     |          | Nhà thi đấu Trung tâm Thể thao Lâm Bình, Hàng Châu Khán giả: 1,163 Trọng tài: Jaafar Abdulla Al-Moalem (BHR), Alireza Gharib (IRI) |

| 22 tháng 9 năm 2023 13:30 | Ấn Độ                           | 3–0 | Đài Bắc Trung Hoa | Sân vận động Trung tâm Thể thao Thành phố Dệt may Trung Quốc, Hàng Châu Khán giả: 1,200 Trọng tài: Banthom Pimthongkhonburi (THA), Agung Purwantoro (INA) |
| 22 tháng 9 năm 2023 13:30 | (25–22, 25–22, 25–21) P2 Report |     |                   | Sân vận động Trung tâm Thể thao Thành phố Dệt may Trung Quốc, Hàng Châu Khán giả: 1,200 Trọng tài: Banthom Pimthongkhonburi (THA), Agung Purwantoro (INA) |

| 22 tháng 9 năm 2023 18:00 | Trung Quốc                             | 3–1 | Indonesia | Nhà thi đấu Trung tâm Thể thao Lâm Bình, Hàng Châu Khán giả: 2,000 Trọng tài: Wong Chi-chor (HKG), Shams Arahman Abdulla (QAT) |
| 22 tháng 9 năm 2023 18:00 | (25–17, 25–17, 23–25, 25–22) P2 Report |     |           | Nhà thi đấu Trung tâm Thể thao Lâm Bình, Hàng Châu Khán giả: 2,000 Trọng tài: Wong Chi-chor (HKG), Shams Arahman Abdulla (QAT) |

| 22 tháng 9 năm 2023 18:00 | Hàn Quốc                        | 0–3 | Pakistan | Sân vận động Trung tâm Thể thao Thành phố Dệt may Trung Quốc, Hàng Châu Khán giả: 2,800 Trọng tài: Yul Benosa (PHI), Taisuke Togawa (JPN) |
| 22 tháng 9 năm 2023 18:00 | (19–25, 22–25, 21–25) P2 Report |     |          | Sân vận động Trung tâm Thể thao Thành phố Dệt may Trung Quốc, Hàng Châu Khán giả: 2,800 Trọng tài: Yul Benosa (PHI), Taisuke Togawa (JPN) |

#### Vòng tranh hạng 7–12
| 24 tháng 9 năm 2023 13:30 | Đài Bắc Trung Hoa                             | 2–3 | Kazakhstan | Nhà thi đấu Trung tâm Thể thao Lâm Bình, Hàng Châu Khán giả: 1,900 Trọng tài: Shams Arahman Abdulla (QAT), Puma Prasad Chaulagain (NEP) |
| 24 tháng 9 năm 2023 13:30 | (24–26, 25–20, 25–23, 22–25, 17–19) P2 Report |     |            | Nhà thi đấu Trung tâm Thể thao Lâm Bình, Hàng Châu Khán giả: 1,900 Trọng tài: Shams Arahman Abdulla (QAT), Puma Prasad Chaulagain (NEP) |

| 24 tháng 9 năm 2023 18:00 | Bahrain                                | 1–3 | Hàn Quốc | Nhà thi đấu Trung tâm Thể thao Lâm Bình, Hàng Châu Khán giả: 1,847 Trọng tài: Zolbayar Ganbaatar (MGL), Nurgazy Kokcholokov (KGZ) |
| 24 tháng 9 năm 2023 18:00 | (19–25, 21–25, 25–19, 23–25) P2 Report |     |          | Nhà thi đấu Trung tâm Thể thao Lâm Bình, Hàng Châu Khán giả: 1,847 Trọng tài: Zolbayar Ganbaatar (MGL), Nurgazy Kokcholokov (KGZ) |

#### Tứ kết
| 24 tháng 9 năm 2023 13:30 | Nhật Bản                        | 3–0 | Ấn Độ | Sân vận động Trung tâm Thể thao Thành phố Dệt may Trung Quốc, Hàng Châu Khán giả: 3,100 Trọng tài: Alireza Gharib (IRI), Banthom Pimthongkhonburi (THA) |
| 24 tháng 9 năm 2023 13:30 | (25–16, 25–18, 25–17) P2 Report |     |       | Sân vận động Trung tâm Thể thao Thành phố Dệt may Trung Quốc, Hàng Châu Khán giả: 3,100 Trọng tài: Alireza Gharib (IRI), Banthom Pimthongkhonburi (THA) |

| 24 tháng 9 năm 2023 18:00 | Pakistan                               | 1–3 | Qatar | Sân vận động Trung tâm Thể thao Thành phố Dệt may Trung Quốc, Hàng Châu Khán giả: 3,000 Trọng tài: Liu Jiang (CHN), Taisuke Togawa (JPN) |
| 24 tháng 9 năm 2023 18:00 | (24–26, 19–25, 25–23, 18–25) P2 Report |     |       | Sân vận động Trung tâm Thể thao Thành phố Dệt may Trung Quốc, Hàng Châu Khán giả: 3,000 Trọng tài: Liu Jiang (CHN), Taisuke Togawa (JPN) |

#### Vòng tranh hạng 7–10
| 25 tháng 9 năm 2023 13:30 | Indonesia                                     | 3–2 | Kazakhstan | Sân vận động Trung tâm Thể thao Thành phố Dệt may Trung Quốc, Hàng Châu Khán giả: 2,000 Trọng tài: Nurgazy Kokcholokov (KGZ), Jang Jong-hyang (PRK) |
| 25 tháng 9 năm 2023 13:30 | (25–22, 24–26, 22–25, 25–16, 15–12) P2 Report |     |            | Sân vận động Trung tâm Thể thao Thành phố Dệt may Trung Quốc, Hàng Châu Khán giả: 2,000 Trọng tài: Nurgazy Kokcholokov (KGZ), Jang Jong-hyang (PRK) |

| 25 tháng 9 năm 2023 18:00 | Thái Lan                               | 1–3 | Hàn Quốc | Sân vận động Trung tâm Thể thao Thành phố Dệt may Trung Quốc, Hàng Châu Khán giả: 3,300 Trọng tài: Wei Jie (CHN), Benosa Yul (PHI) |
| 25 tháng 9 năm 2023 18:00 | (19–25, 23–25, 25–23, 29–31) P2 Report |     |          | Sân vận động Trung tâm Thể thao Thành phố Dệt may Trung Quốc, Hàng Châu Khán giả: 3,300 Trọng tài: Wei Jie (CHN), Benosa Yul (PHI) |

#### Bán kết
| 25 tháng 9 năm 2023 13:30 | Iran                            | 3–0 | Qatar | Nhà thi đấu Trung tâm Thể thao Lâm Bình, Hàng Châu Khán giả: 1,802 Trọng tài: Wang Chi-jui (TPE), Akhmetov Aidos (KAZ) |
| 25 tháng 9 năm 2023 13:30 | (25–20, 25–20, 25–22) P2 Report |     |       | Nhà thi đấu Trung tâm Thể thao Lâm Bình, Hàng Châu Khán giả: 1,802 Trọng tài: Wang Chi-jui (TPE), Akhmetov Aidos (KAZ) |

| 25 tháng 9 năm 2023 18:00 | Trung Quốc                      | 3–0 | Nhật Bản | Nhà thi đấu Trung tâm Thể thao Lâm Bình, Hàng Châu Khán giả: 2,050 Trọng tài: Banthom Pimthongkhonburi (THA), Agung Purwantoro (INA) |
| 25 tháng 9 năm 2023 18:00 | (25–15, 25–20, 25–21) P2 Report |     |          | Nhà thi đấu Trung tâm Thể thao Lâm Bình, Hàng Châu Khán giả: 2,050 Trọng tài: Banthom Pimthongkhonburi (THA), Agung Purwantoro (INA) |

#### Tranh hạng 11
| 25 tháng 9 năm 2023 09:30 | Đài Bắc Trung Hoa                      | 3–1 | Bahrain | Nhà thi đấu Trung tâm Thể thao Lâm Bình, Hàng Châu Khán giả: 1,946 Trọng tài: Shah Ubaidullah (PAK), Alireza Gharib (IRI) |
| 25 tháng 9 năm 2023 09:30 | (25–20, 25–18, 22–25, 25–19) P2 Report |     |         | Nhà thi đấu Trung tâm Thể thao Lâm Bình, Hàng Châu Khán giả: 1,946 Trọng tài: Shah Ubaidullah (PAK), Alireza Gharib (IRI) |

#### Tranh hạng 9
| 26 tháng 9 năm 2023 09:30 | Kazakhstan                      | 3–0 | Thái Lan | Sân vận động Trung tâm Thể thao Thành phố Dệt may Trung Quốc, Hàng Châu Khán giả: 1,200 Trọng tài: Yul Benosa (PHI), Wang Chu-jui (TPE) |
| 26 tháng 9 năm 2023 09:30 | (25–19, 25–21, 25–22) P2 Report |     |          | Sân vận động Trung tâm Thể thao Thành phố Dệt may Trung Quốc, Hàng Châu Khán giả: 1,200 Trọng tài: Yul Benosa (PHI), Wang Chu-jui (TPE) |

#### Tranh hạng 7
| 26 tháng 9 năm 2023 13:30 | Indonesia                                    | 2–3 | Hàn Quốc | Sân vận động Trung tâm Thể thao Thành phố Dệt may Trung Quốc, Hàng Châu Khán giả: 2,600 Trọng tài: Taisuke Togawa (JPN), Zolbayar Ganbaatar (MGL) |
| 26 tháng 9 năm 2023 13:30 | (27–29, 25–19, 19–25, 25–21, 8–15) P2 Report |     |          | Sân vận động Trung tâm Thể thao Thành phố Dệt may Trung Quốc, Hàng Châu Khán giả: 2,600 Trọng tài: Taisuke Togawa (JPN), Zolbayar Ganbaatar (MGL) |

#### Tranh hạng 5
| 26 tháng 9 năm 2023 17:30 | Ấn Độ                           | 0–3 | Pakistan | Sân vận động Trung tâm Thể thao Thành phố Dệt may Trung Quốc, Hàng Châu Khán giả: 3,100 Trọng tài: Fan Gao-xiang (CHN), Jaafar Abdulla Al-Moalem (BHR) |
| 26 tháng 9 năm 2023 17:30 | (21–25, 20–25, 23–25) P2 Report |     |          | Sân vận động Trung tâm Thể thao Thành phố Dệt may Trung Quốc, Hàng Châu Khán giả: 3,100 Trọng tài: Fan Gao-xiang (CHN), Jaafar Abdulla Al-Moalem (BHR) |

#### Tranh huy chương đồng
| 26 tháng 9 năm 2023 13:30 | Nhật Bản                               | 3–1 | Qatar | Nhà thi đấu Trung tâm Thể thao Lâm Bình, Hàng Châu Khán giả: 1,837 Trọng tài: Liu Jiang (CHN), Alireza Gharib (IRI) |
| 26 tháng 9 năm 2023 13:30 | (37–35, 25–22, 23–25, 25–23) P2 Report |     |       | Nhà thi đấu Trung tâm Thể thao Lâm Bình, Hàng Châu Khán giả: 1,837 Trọng tài: Liu Jiang (CHN), Alireza Gharib (IRI) |

#### Chung kết
| 26 tháng 9 năm 2023 18:30 | Trung Quốc                             | 1–3 | Iran | Nhà thi đấu Trung tâm Thể thao Lâm Bình, Hàng Châu Khán giả: 2,050 Trọng tài: Wong Chi-chor (HKG), Aidos Akhmethov (KAZ) |
| 26 tháng 9 năm 2023 18:30 | (25–19, 14–25, 22–25, 24–26) P2 Report |     |      | Nhà thi đấu Trung tâm Thể thao Lâm Bình, Hàng Châu Khán giả: 2,050 Trọng tài: Wong Chi-chor (HKG), Aidos Akhmethov (KAZ) |

## Thứ hạng chung cuộc
| Thứ hạng | Đội tuyển         | ST | T | B |
| -------- | ----------------- | -- | - | - |
| 1        | Iran              | 5  | 5 | 0 |
| 2        | Trung Quốc        | 5  | 4 | 1 |
| 3        | Nhật Bản          | 7  | 6 | 1 |
| 4        | Qatar             | 6  | 4 | 2 |
| 5        | Pakistan          | 5  | 4 | 1 |
| 6        | Ấn Độ             | 5  | 3 | 2 |
| 7        | Hàn Quốc          | 6  | 4 | 2 |
| 8        | Indonesia         | 6  | 3 | 3 |
| 9        | Kazakhstan        | 6  | 3 | 3 |
| 10       | Thái Lan          | 5  | 1 | 4 |
| 11       | Đài Bắc Trung Hoa | 5  | 2 | 3 |
| 12       | Bahrain           | 5  | 1 | 4 |
| 13       | Philippines       | 3  | 1 | 2 |
| 14       | Kyrgyzstan        | 2  | 0 | 2 |
| 15       | Mông Cổ           | 2  | 0 | 2 |
| 16       | Hồng Kông         | 2  | 0 | 2 |
| 17       | Afghanistan       | 3  | 0 | 3 |
| 18       | Nepal             | 2  | 0 | 2 |
| 19       | Campuchia         | 2  | 0 | 2 |